# Ranunculus reuterianus
Ranunculus reuterianus är en ranunkelväxtart som beskrevs av Pierre Edmond Boissier. Ranunculus reuterianus ingår i släktet ranunkler, och familjen ranunkelväxter. Inga underarter finns listade i Catalogue of Life.

## Bildgalleri

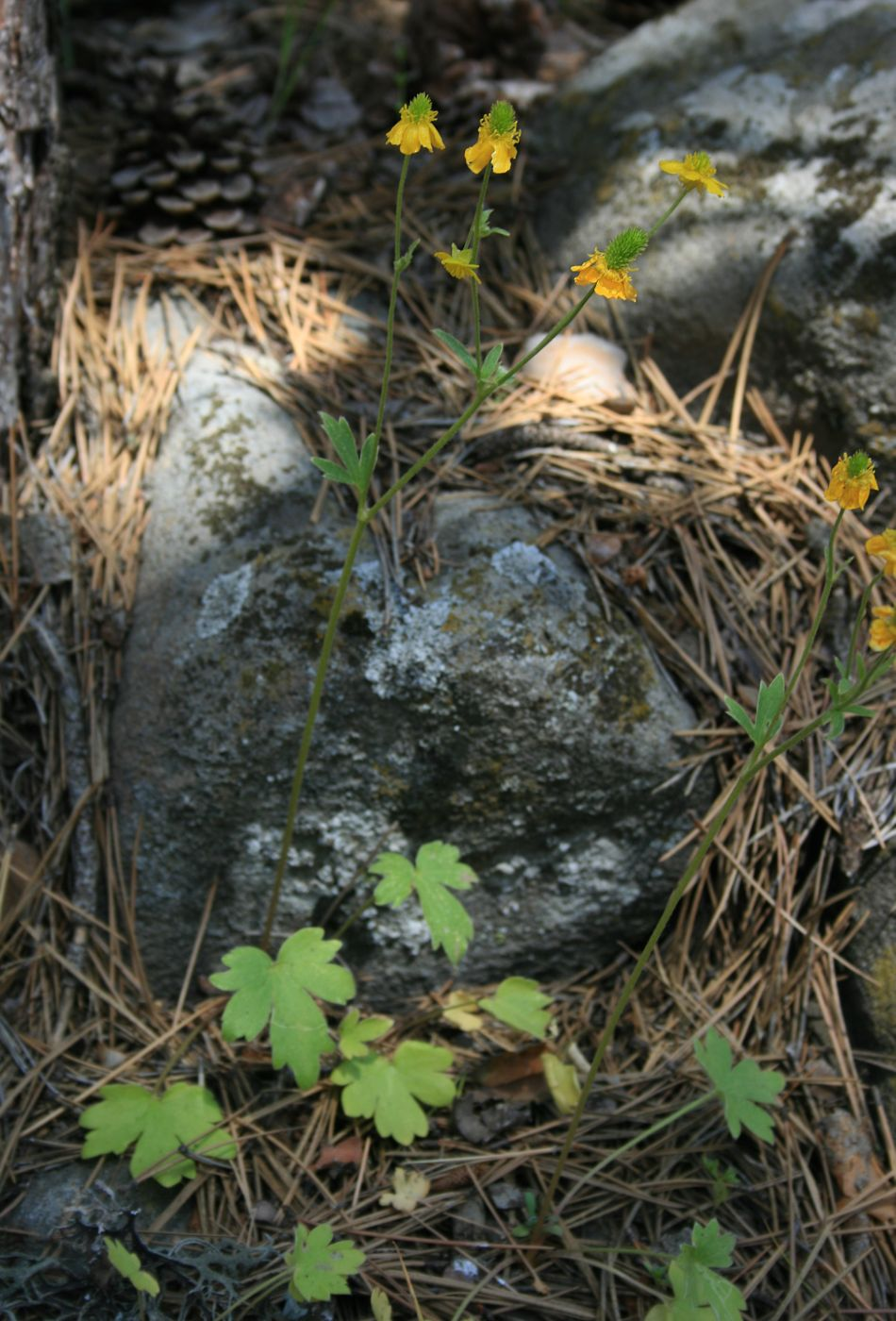